# Araw ng mga Bayani
Araw ng mga Bayani (Tagalog voor Nationale Dag van de Helden) is sinds 1996 een nationale feestdag in de Filipijnen. Deze dag wordt elk jaar gevierd op de laatste maandag van de maand augustus.
De viering behelst de herinnering van 9 belangrijke personen van de revolutie tegen de Spaanse overheersing in Filipijnen, die in augustus 1896 plaats vond.